# Dalmatia

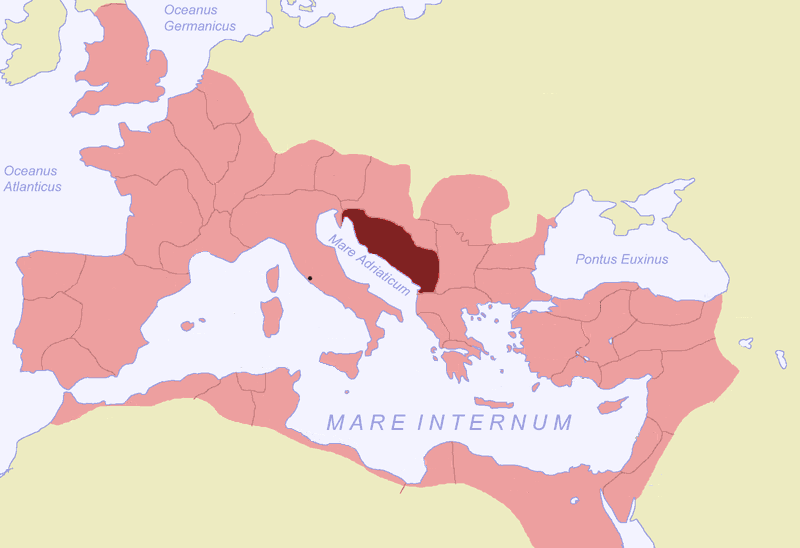
Provinz Dalmatia im Römischen Reich (dunkelrot)

Dalmatia war ab etwa 8 v. Chr. eine Provinz des Römischen Reichs auf der Balkanhalbinsel. Sie umfasste als römische Provinz weite Teile Kroatiens, Bosniens, der Herzegowina, des Kosovo, Serbiens, Montenegros und des nördlichen Albanien.
Der Name der Provinz ist vom illyrischen Volksstamm der Dalmates abgeleitet.

## Geschichte
In den Jahrzehnten bis 156 v. Chr. unterwarfen die Römer die dalmatischen Illyrer und machten sie tributpflichtig. Zu einem ungeklärten Zeitpunkt danach, definitiv aber vor 28 v. Chr., richteten sie zur Verwaltung die Provinz Illyrien ein. Vermutlich im Anschluss an den Pannonischen Aufstand der Illyrer in den Jahren 6–9 n. Chr. wurde die Verwaltungseinheit jedoch durch Kaiser Augustus in die Provinzen Illyricum superius und Illyricum inferius aufgeteilt – erstere erhielt in der folgenden Zeit den Namen Dalmatia, letztere wurde als Pannonien bezeichnet.
Das römische Dalmatia reichte weit über die heute mit dem Namen Dalmatien bezeichnete Region hinaus. Es umfasste weite Teile Kroatiens, Bosniens, der Herzegowina, Serbiens, Montenegros und auch das nördliche Albanien. Die Reichsgrenze an der Donau gehörte nicht zu Dalmatia, sondern zu den Provinzen Pannonia und Moesia, welche nördlich bzw. östlich angrenzten. Deshalb waren in Dalmatia kaum Truppen stationiert. Hauptstadt war das an der Adriaküste gelegene Salona. Für die Wirtschaft des Römischen Reiches war Dalmatia vor allem als Lieferant von Holz und Metallen wie auch Vieh und Getreide von Bedeutung.
Bei der Neueinteilung der Provinzen unter Diokletian wurde der äußerste Süden Dalmatiens mit Scodra abgetrennt und der neuen Provinz Praevalitana zugeschlagen. Seit der Reichsteilung von 395 gehörte die Provinz zu Westrom. Ihre Ostgrenze war die Demarkationslinie zwischen den beiden Reichsteilen.
Ende des 4. Jahrhunderts und erneut im 5. Jahrhundert wurde Dalmatia von den Goten verwüstet. Als Kaiser Julius Nepos im Jahr 475 in Rom durch Romulus Augustulus ersetzt wurde, zog er sich nach Dalmatien zurück. Dort hielt er seinen Herrschaftsanspruch für das weströmische Reich aufrecht und wurde weiterhin auch vom oströmischen Kaiser Zenon anerkannt.

## Regionalherrscher
Ab 454 erhielt Dalmatia einen Status wie ihn später auch Syagrius in Nordgallien für sich erarbeitet hatte. Nach der Eroberung des Gebietes durch Odoaker entfiel aber die Eigenständigkeit der Provinz.
| Name         | Im Amt  | Amtsbezeichnung            | Herkunft                          | Anmerkungen          |
| ------------ | ------- | -------------------------- | --------------------------------- | -------------------- |
| Marcellinus  | 454–468 | comes rei militaris        | Dalmatinische Honoratiorenfamilie |                      |
| Julius Nepos | 468–480 | magister militum Dalmatiae | Dalmatinische Honoratiorenfamilie | Neffe des Vorgängers |
| Ovida        | 480–482 |                            | vermutlich Gote                   |                      |

## Städte im römischen Dalmatien
- Ad Salinas (Tuzla)
- Apsoros (Osor)
- Argentaria (Srebrenica)
- Aspalathos (Split)
- Asseria
- Bigeste (Ljubuški)

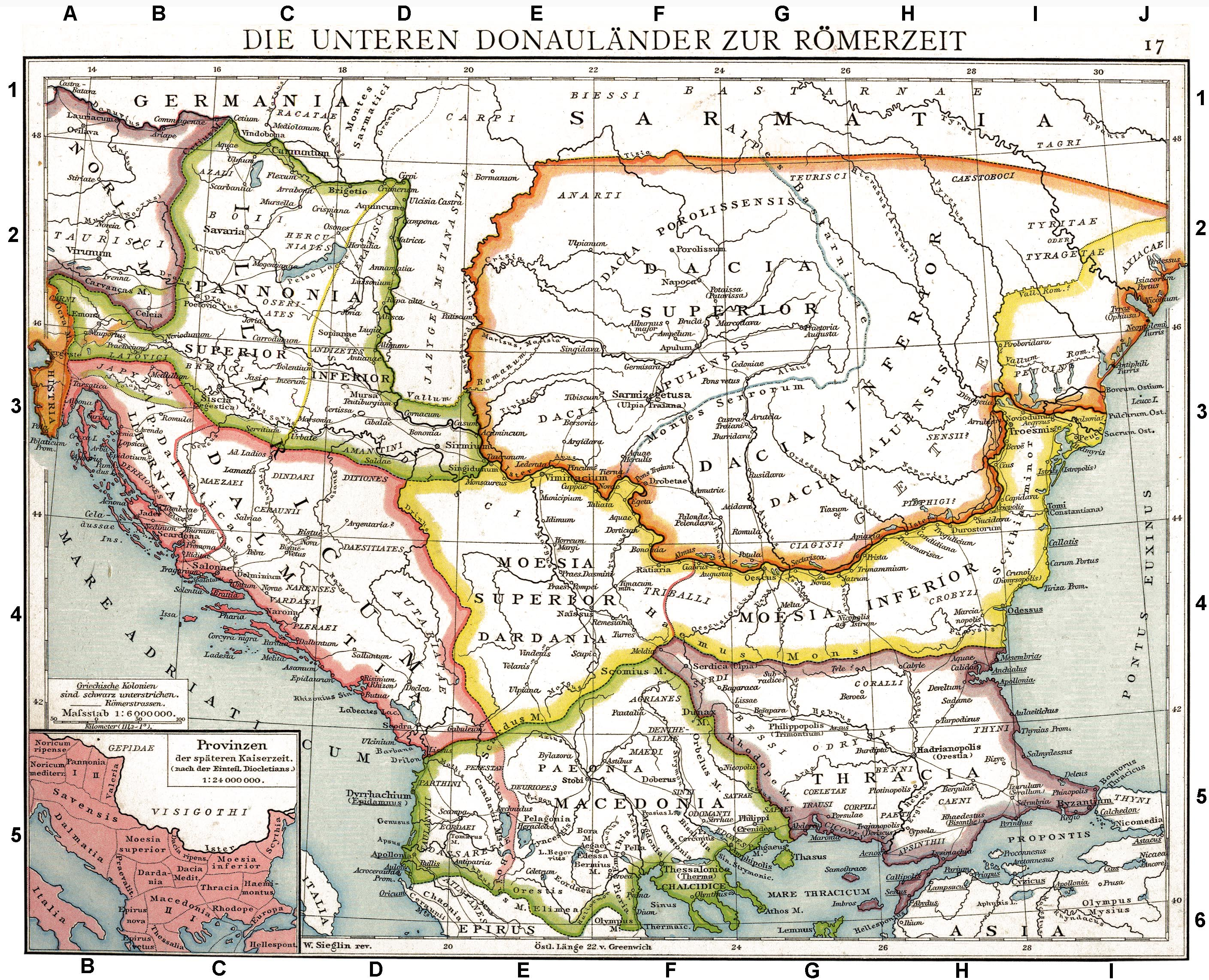
Südosteuropa zu Zeiten der Römer, Dalmatia mit roter Grenzlinie

- Daorson (Stolac) (Hauptort der ilirischen Daorsen)
- Delminum (Tomislavgrad) (Hauptort der illyrischen Delmaten)
- Tarsatica (Trsat, heute Stadtteil von Rijeka)
- Senia (Senj)
- Vegium (Karlobag)
- Aenona (Nin)
- Jader (Zadar)
- Scardona (Skradin, nördlich von Šibenik)
- Tragurium (Trogir)
- Onaeum (Omiš)
- Issa (Vis)
- Pharos (Hvar)
- Pelva (Livno)
- Corcyra (Korčula)
- Narona (Vid bei Metković)
- Epidaurus (Cavtat südlich von Dubrovnik)
- Acruvium (Kotor)
- Ulcinium (Ulcinj)
- Albona (Labin)
- Corinium (Karin)
- Salona (Solin)
- Muicurum (Makarska)
- Epidaurum (Cavtat)
- Risinium (Risan)
- Decatera (Kotor)
- Scodra (Shkodra)
- Crepsa (Cres)
- Curica (Krk)
- Arba (Rab)
- Pamodus (Pag)
- Solentium (Šolta)
- Brattia (Brač)
- Corcyra nigra (Korčula)
- Meleta (Mljet)
- Nedinum (Nadin)
- Tilurium (Trilj)
- Setovium (Sinj)
- Tinninium (Knin)
- Andetrium (Muć)
- ad Novas (Imotski)
- Aequum (Čitluk)
- Promona (Teplju-Klanac)
- Arupium (Prozor bei Otočac)
- Avendo (Kompolje)
- Metulum (Čakovac bei Ogulin)
- Quadrata (Slunj)
- ad Fines (Topusko)
- ad Pretorium (Dubica)